# Gonzaga Leão
Luiz Gonzaga Leão(União dos Palmares, 5 de junho de 1929), mais conhecido como Gonzaga Leão, formou-se em direito pela Faculdade de Direito de Alagoas e atuou como funcionário do Banco do Brasil. Na literatura, tem diversos livros de poemas publicados e sua obra foi reconhecida por escritores como Carlos Drummond de Andrade e Carlos Moliterno. Muitos de seus poemas retratam/delatam o período da Ditadura Militar no Brasil. É membro da Academia Alagoana de Letras e Academia de Letras e Artes do Nordeste Brasileiro.

## Carreira
Funcionário aposentado do Banco do Brasil, foi autor de grandes livros, um deles foi revelado no ano de 2012. Tendo como TIJOLO SOBRE TIJOLO, PALAVRA SOBRE PALAVRA, a responsável pela publicação foi a Imprensa oficial Graciliano Ramos.
Esse grande autor já tinha o habito de produzir uma poesia de forma compreensível, pois, para que o leitor decifre não precisa necessariamente de uma conclusão intensa, dado que, os conceitos de sua forma poética, encantam por seus traços singelos e profundos.
Gonzaga Leão era apaixonado pelo mar, um dos temas recorrentes na sua poesia, assim como a casa, como metáfora do ser e sua relação com o mundo. Sua obra também se debruçou sobre temas políticos, alguns deles críticos da ditadura militar instaurada no Brasil, a partir de 1964. Um dos seus irmãos foi morto pelo regime. Curiosamente, no livro Tijolo Sobre Tijolo Palavra Sobre Palavra há uma poesia chamada Epitáfio, em tom autobiográfico, reveladora de sua verve lírica: “Eis aqui um poeta que descansa/como descansa um barco no seu porto./Ele finge que dorme e, mais, que sonha/ou simplesmente ele se faz de morto”.

## Formação
- Formado pela Faculdade de Direito de Alagoas[5]

## Obras
- A Rosa Acontecida (1957);
- Mar de Encanto (1957);
- Casa Somente Canto Casa Somente Palavra (1986);
- Preparação da Manhã, (2005)
- Tijolo Palavra (2012)[6]

## Vida literária
É membro das seguintes associações literárias:
- Academia Alagoana de Letras
- Academia de Letras e Artes do Nordeste - Regional Alagoas.

## Prêmios
Pela sua produção literária, recebeu os seguintes prêmios:
- Othon Linch Bezerra de Melo, promovido pela Academia Alagoana de Letras
- 1º lugar no Concurso de Poesia Revista AABB do Rio de Janeiro
- Prêmio Jorge de Lima, da Academia Alagoana de Letras
- Menção Honrosa no Prêmio Alvares de Azevedo, da Academia Paulista de Letras
- Prêmio Os Melhores Sonetos do Banco do Brasil, promovido pela Associação Atlética Banco do Brasil - AABB do Recife.
- 3º lugar no Concurso Literário Flórida Review de Contos e Poesias, Flórida-EUA.